# 이고 (서량)
이고(李暠, 351년 ~ 417년, 재위：400년 ~ 417년)는 중국 오호 십육국 시대의 서량의 시조. 자는 현성(玄盛), 묘호는 태조(太祖). 시호는 무소왕(武昭王) 또는 흥성황제(興聖皇帝)라고도 불린다. 농서군의 명문 호족 이감(李弇)의 서손으로, 이창(李昶, 자는 중견(中堅))의 서자중 막내이다. 조부 이감은 서진 혹은 전연의 양주자사·무위장군·천수군 태수를 맡아 안세정후(安世亭侯)에 봉해져서 이고의 대까지 세습되었다.

## 생애
후량 말기 397년에 후량의 건강(建康, 영역은 지금의 감숙성 주천시의 일부 지역에 해당한다)태수 단업(段業)이 후량으로부터 자립하여 북량을 건국했다. 398년 단업이 돈황을 지배하자 돈황태수 맹민(孟敏)을 사주(沙州, 영역은 지금의 감숙성 돈황시 일대에 해당한다)자사에 임명하고, 동시에 한인 호족의 지지가 두터운 이고를 효곡(效穀, 지금의 감숙성 주천시 과주현 남서쪽)현령에 임명하였다. 얼마안가 맹민이 병으로 죽었기 때문에, 한인 호족으로부터 추대를 받아 이고가 돈황태수가 되었다.
400년 북량의 진창(晋昌, 영역은 지금의 감숙성 주천시의 일부 지역에 해당한다)태수 당요(唐瑤)가 모반을 일으키고, 이고를 대장군·양공(涼公)·진·량2주목(秦涼二州牧)·호강교위(護羌校尉)로 추대하면서 서량이 건국되었다. 이고는 즉위 후 흉노가 건국한 북량의 저거몽손의 침공을 막으려고 하는 한편 농경, 양잠 및 서역과의 교역을 장려하여 서량을 안정된 국가로 성장시켰다. 또한 한족사회의 전통에 충실하여 학교를 짓고 유교를 진흥시켜, 항상 한족문화의 보호에 노력하였다.
그러나 이고는 417년에 병으로 죽었다. 아들 후주(後主) 이흠이 뒤를 계승하였다.
당나라의 황실 농서 이씨는 그의 자손을 칭하였기 때문에, 당나라 때 편찬된 《진서》에서는 피휘하여 "이현성"이라고 기술하였다.

## 가계

### 관련 인물
이광　이신